# Ciprski kupčar
Ciprski kupčar (znanstveno ime Oenanthe cypriaca) je majhna, 14–15 cm dolga ptica pevka. Ptica je bila prej uvrščena v družino drozgov Turdidae, vendar jo zdaj na splošno uvrščamo med muharje starega sveta, Muscicapidae. Prej so jo obravnavali kot podvrsto črnomorskega kupčarja (Oenanthe pleschanka), vendar sta Sluys in van den Berg (1982) trdila, da bi moral ciprski kupčar biti priznan kot samostojna vrsta. Svojo trditev sta podprla z razlikami v biometriki in še posebej v petju. Pri ciprskem kupčarju skorajda ni razlik v perju med samci in samicami, kar je še en razlog, da se ga obravnava kot samostojno vrsto.
Ta migracijska žužkojeda vrsta gnezdi samo na Cipru, prezimuje pa v južnem Sudanu in Etiopiji. Zabeležili so jo kot klateža na Helgolandu v Nemčiji. Klateške ptice so tiste, ki se pojavljajo zunaj svojega običajnega območja razširjenosti.
Ta vrsta je po videzu zelo podobna črnomorskemu kupčarju. Glavna razlika je v tem, da ima ciprski kupčar nekoliko več črne barve na repu, hrbtu in glavi. Samci in samice so si po videzu podobni. To pomanjkanje spolnega dimorfizma je prvič dokumentiral raziskovalec Christensen leta 1974. Leta 2010 je bila izvedena študija, ki je odkrila, da se ciprski kupčar od črnomorskega kupčarja razlikuje v štirinajstih zunanjih morfometričnih znakih.
Pesem je značilna je edinstvena in se precej razlikuje od pesmi črnomorskega kupčarja. Spominja na zvok žuželk in je sestavljena iz zaporedja visokih, brnečih zvokov.
Ko ciprski kupčar poje, sedi na vejah visoko nad tlemi, običajno na višini od 5 do 10 metrov. Pogosto gnezdi v gozdnih habitatih, kar ga ločuje od večine drugih vrst kupčarjev. Raziskovalec Oliver je leta 1990 predlagal, da zaseda enako ekološko nišo, kot jo drugod v Zahodni Palearktiki zaseda pogorelček. Med vsemi kupčarji v zahodni Palearktiki je tisti, ki največ časa preživi na drevesih. Pogosto lovi svoj plen iz zračnega preletavanja in se hrani tako, da skoči z višjega oporišča na plen na tleh.  so pokazale, da obstajajo ekološke razlike med ciprskim kupčarjem in selečim se severnim kupučarem O. oenanthe ter črnouhim kupčarjem O. hispanica melanoleuca. Ciprski kupčar pogosteje uporablja zračne lovske tehnike in naseljuje bolj gozdnate habitate. Kljub temu pa potrebuje določeno količino odprtih/golih tal in nekaj visokega grmovja ali dreves (Randler et al. 2009).

## Galerija
- mladostni
- mladostni osebek
- mladostni/pododrasli osebek
- Oenanthe cypriaca-MHNT